# HMS Ariel
El HMS Ariel fue un destructor de dos chimeneas y 30 nudos de la clase D encargado por la Marina Real Británica en el marco de las estimaciones navales de 1895 - 1896. Llamado así por la Ariel de Shakespeare, o por el espíritu bíblico del mismo nombre, fue el noveno buque del mismo nombre que sirvió en la Royal Navy. Botado en 1897, prestó servicio en Chatham y Malta, y naufragó en una tormenta en 1907.

## Hundimiento
El 19 de abril de 1907, el Ariel naufragó al encallar de noche en un rompeolas a las afueras de Grand Harbour, La Valeta (Malta). Toda su tripulación sobrevivió y fue rescatada por el destructor Bruiser.